# L'Homme des vallées perdues
Pour les articles homonymes, voir Shane (série télévisée).
Pour plus de détails, voir Fiche technique et Distribution.
L'Homme des vallées perdues (Shane) est un film américain de George Stevens sorti en 1953 et tiré du roman de l'écrivain américain Jack Schaefer.
Ce western évoque la vie des cow-boys et des fermiers à l'époque du Far West.

## Synopsis
En été 1889, un cow-boy solitaire, Shane (Alan Ladd) arrive dans une petite vallée du Wyoming. Il fait halte dans une ferme où vit paisiblement la famille Starret : Joe (Van Heflin), Marian, son épouse (Jean Arthur) et leur fils de 10 ans, Jacky (Brandon deWilde). Marian est sous le charme du nouveau venu ; quant au jeune Jacky, il est tout simplement subjugué par cet homme très habile au pistolet et qu'il vénère comme un héros au détriment de son propre père pourtant brave lui aussi mais sans revolver. Shane aide la famille Starret pour les travaux de la ferme puis il prête main-forte aux fermiers du voisinage dans leur lutte contre les ranchers dirigés par Ryker (Emile Meyer).
Ryker a déjà fait tuer un fermier par le terrifiant Jack Wilson (Jack Palance) dont c'est le métier de tuer. Joe Starret décide d'affronter ce tueur et son employeur si c'est le prix à payer pour que les fermiers vivent libres et en paix. Mais Shane l'empêche d'aller risquer sa vie, au cours d'une bagarre mémorable qu'il conclut en assommant Joe d'un coup de crosse de revolver. Après quoi, Shane se rend lui-même au rendez-vous-traquenard, le Colt à la ceinture. L'affrontement est bref et violent, Shane est vainqueur à un contre trois même s'il a, visiblement, donné aussi de son sang.
Il repart alors malgré les supplications de Jacky.

## Distribution
- Alan Ladd (VF : Maurice Dorléac) : Shane
- Van Heflin (VF : Claude Bertrand) : Joe Starret
- Jean Arthur (VF : Marie Francey) : Marian Starret

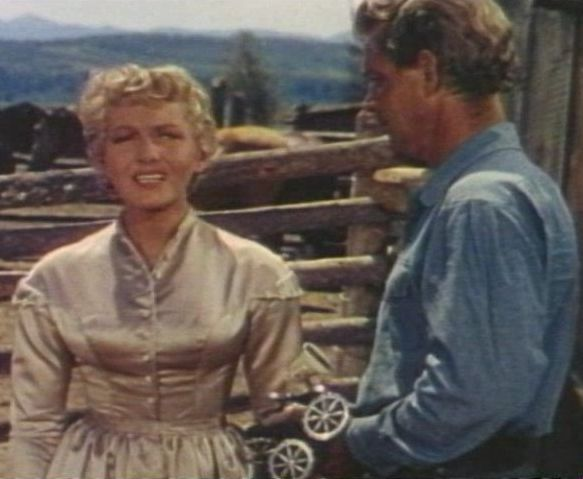
Jean Arthur et Alan Ladd.

- Brandon deWilde (VF : Francis d'Orthez) : Jacky Starret, le fils de Joe et de Marian, 10 ans
- Jack Palance (VF : Georges Hubert) : Jack Wilson, le tueur à gages (crédité « Walter Jack Palance »)
- Emile Meyer (VF : Maurice Lagrenée) : Rufus Ryker
- Ben Johnson (VF : Richard Francœur) : Chris Calloway, un des hommes de Ryker
- Elisha Cook Jr. (VF : Louis de Funès) : Frank « Stonewall » Torrey, déterminé à résister à Ryker
- Edgar Buchanan (VF : Raymond Rognoni) : Fred Lewis
- Edith Evanson (VF : Henriette Marion) : Mrs. Shipstead
- Leonard Strong (VF : Marcel Pérès) : Ernie Wright
- Douglas Spencer : Axel « Swede » Shipstead
- John Dierkes : Morgan Ryker
- Ellen Corby : Mrs. Liz Torrey
- Paul McVey : Sam Grafton, propriétaire du magasin
- John Miller : Will Atkey, barman
- Ray Spiker : Axel Johnson, fermier
- Janice Carroll : Susan Lewis
- Helen Brown : Martha Lewis
- Martin Mason : Ed Howells
- Nancy Kulp : Mrs. Howells

## Production

### Lieux de tournage

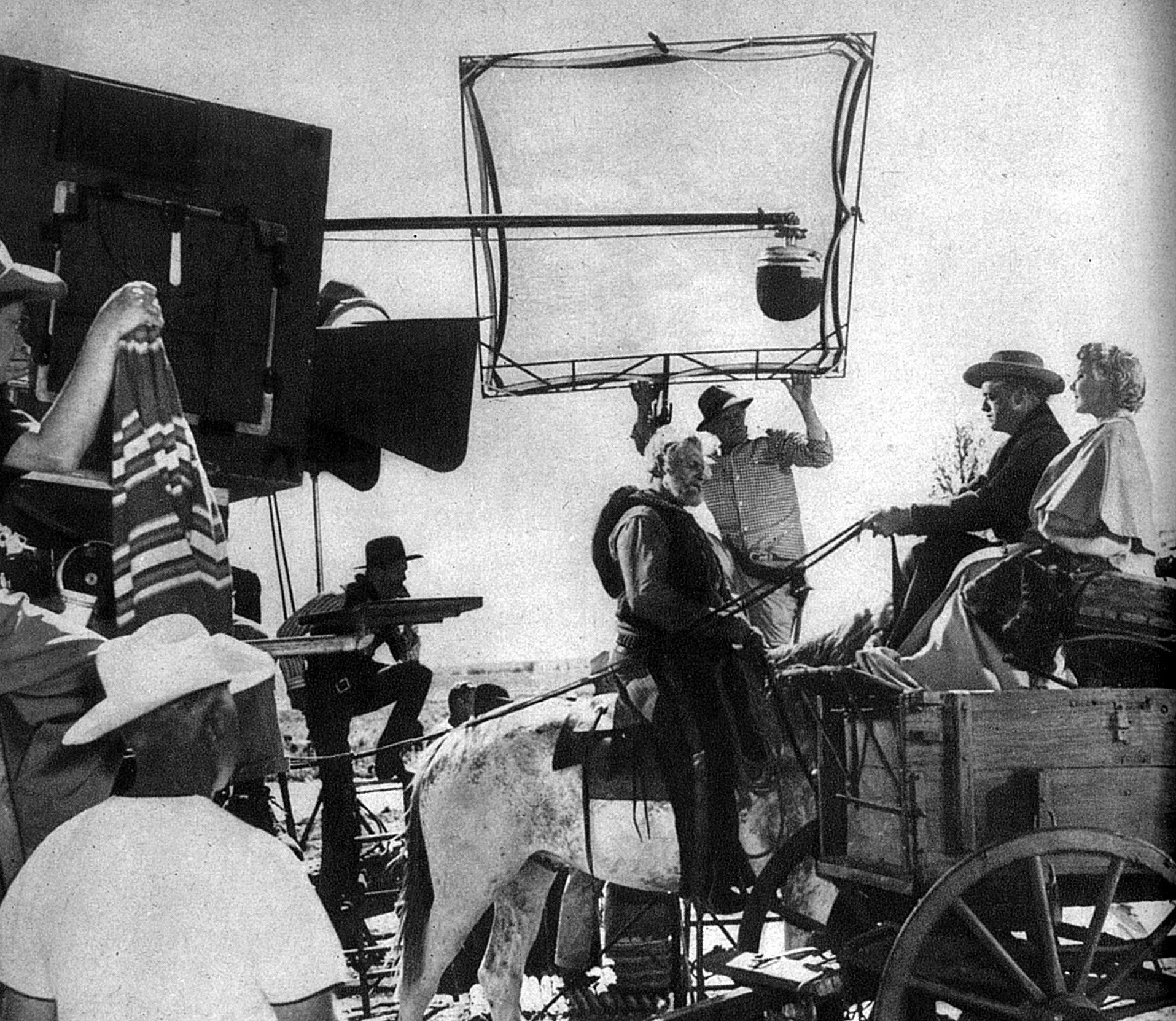
Photographie du tournage

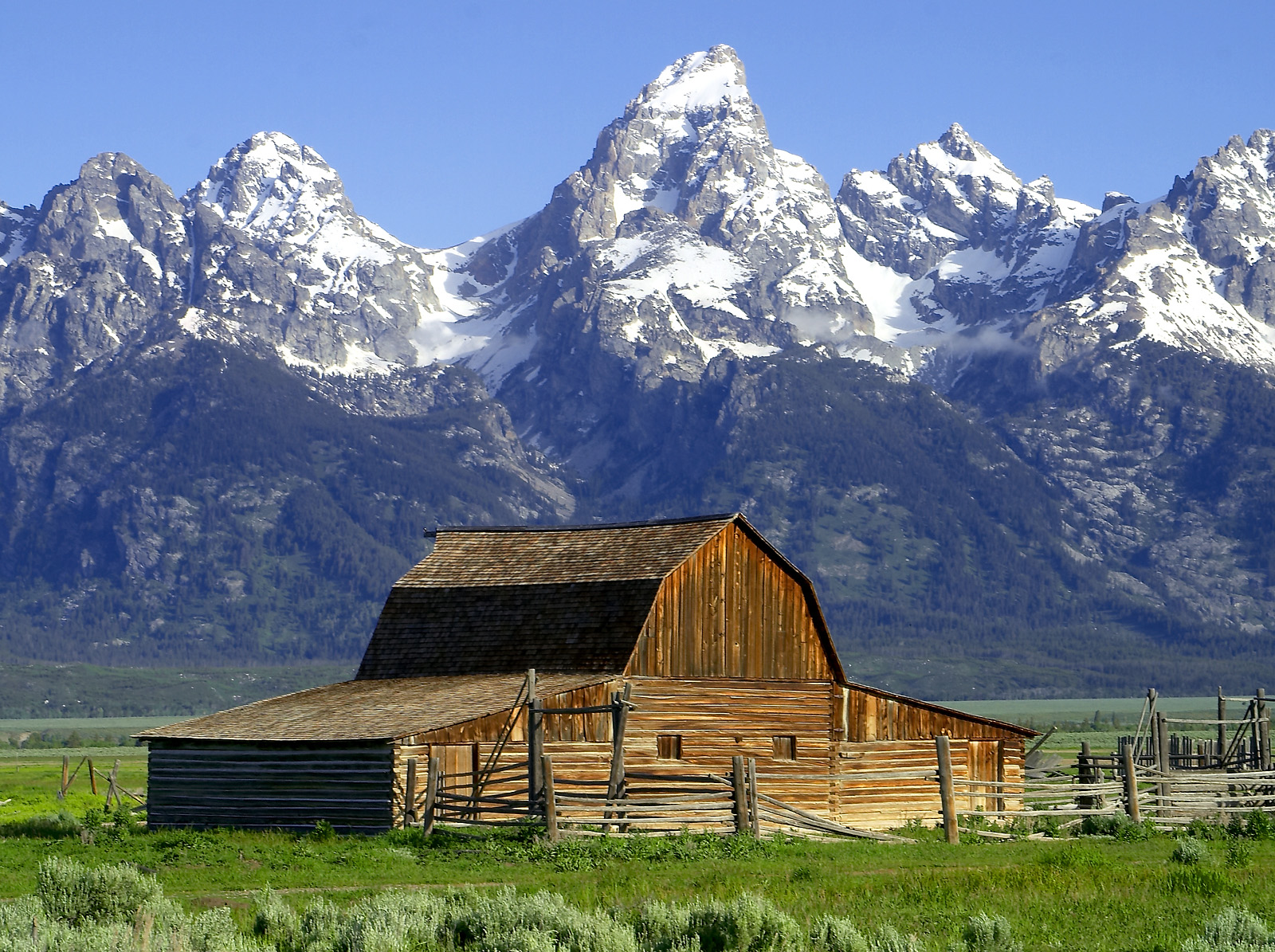
grange non loin d'un lieu de tournage dans la vallée de Jackson Hole

L’Homme des vallées perdues est un film produit par George Stevens et les studios Paramount Pictures en 1953. Le film a reçu l'oscar de la meilleure photographie en 1954. Entièrement filmé en extérieur, George Stevens y présente les paysages naturels du Wyoming, dans une vallée près de Jackson, où les étendues de terres sauvages sont surplombées par les montagnes enneigées de Grand Teton.

« Tourné en Technicolor dans les prodigieux paysages du Wyoming, sur fond de montagnes éclatantes, le film saisit toute la passion, toute l’ardeur, toute la splendeur du lieu et de l’époque des luttes féroces entre fermiers pionniers, où la mort d’un homme ne comptait pas, où la justice se rendait à la force du revolver. Western parfait, […] L’Homme des vallées perdues se hisse à la hauteur des classiques du genre. »

— Cinémonde, 23 octobre 1953).
Les divers lieux de tournage - qui ont été démontés une fois le tournage terminé - ont été construits pour les besoins du film près de Kelly (en), dans la vallée de Jackson Hole et le bois de construction a même été acheté dans une scierie locale. Tous les lieux de tournages sont regroupés à Teton Valley (en), les habitations des personnages, la colline où se trouve le cimetière, la ville et les rivières se trouvaient toutes dans un rayon de 30 km.
La cabane d’Ernie Wright (joué par Leonard Strong) que l'on peut voir dans le film, est une authentique cabane de pionnier américain. Elle appartenait, à l’époque, à l'un des premiers colons et existe toujours, mais elle se détériore au fil du temps, et c'est pour cette raison qu'elle a obtenu sa classification de "ruines" par le National Park Service.

### Budget
Initialement, le budget pour le tournage du film était de deux millions de dollars pour une durée de 48 jours, une somme colossale dans les années 1950. Mais son coût de production a augmenté à mesure que la durée du tournage s'allongeait allant, finalement, jusqu’à 3,1 millions de dollars, soit un million de dollars supplémentaire pour un tournage de 75 jours (de juillet à octobre 1951). Le budget était si élevé que la Paramount a pensé vendre le projet à un autre distributeur. Au grand plaisir de la production, le film a été un très grand succès au box office et a engrangé au total près de vingt millions de dollars de recettes aux États-Unis uniquement.

### Format visuel
L’Homme des vallées perdues (en technicolor) est le premier film projeté au format dit: Panoramique, ratio = 1,66. Ce format large est obtenu tout simplement en sacrifiant le haut et le bas de l'image 4/3, ratio =1,37, image 16 mm × 22 mm. C'est dans les salles de cinéma que le cache à la fenêtre 1,85 (ou 1,66) est placé entre le film et l'objectif du projecteur.

### Sortie sur écran
Le film sortira sur les écrans presque deux ans après son tournage : la société de production Paramount ne sortait qu’un seul blockbuster par an, juste avant les Oscars, afin de maximiser les chances de récompenses. Cette technique de marketing avait été expérimentée avec succès lors de la sortie du film Le train sifflera trois fois.

## Remake / Influence
Le film a inspiré la trame de Clint, l'homme de la vallée sauvage (1967) d'Alfonso Balcázar.
Clint Eastwood s’en inspira pour son film Pale Rider en 1985 dans lequel un étranger vient aider des mineurs face à un magnat.
Peter Weir s'en inspira également pour réaliser Witness en 1985.
Le film japonais L’écho de la montagne réalisé par Yōji Yamada en 1980 en est aussi inspiré au niveau de la photographie et du paysage.
Dans le film Négociateur de F. Gary Gray réalisé en 1998, les deux protagonistes ont une discussion à propos du genre des westerns. Ils parlent plus particulièrement de Shane dans L’Homme des vallées perdues et débattent sur le fait qu’il soit mort ou non à la fin du film.
Dans le film Logan réalisé par James Mangold en 2017 il y a aussi de nombreuses références dans les dialogues. On voit aussi un extrait de L’Homme des vallées perdues sur un écran de télévision. À la fin du film, les mots d'adieu de Shane à Jacky sont récités mot pour mot par Laura sur la tombe de Logan.

## Thèmes
Le film est un archétype du western avec un héros solitaire. Nul ne sait d'où vient ce héros (Shane), nul ne sait où il va ; vêtu d'une tenue de cow-boy, de couleur beige, Alan Ladd incarne le mythe du cow-boy redresseur de torts, opposé à une figure du mal absolu : Jack Palance, filiforme, vêtu de noir. Shane sauve la veuve et l'orphelin sans aucune condition.

### La glorification des fermiers
Le film vise à représenter les fermiers comme des propriétaires terriens modestes et très travailleurs ayant le droit de la propriété. C’est le Homestead Act (1862) qui le leur a accordé. Le Homestead Act représente un retour à l'idéal jeffersonien des États-Unis en tant que nation agraire. Il accordait une portion de terre établie (160 acres) à tout adulte de plus de 21 ans qui vivait sur cette terre et y travaillait depuis cinq ans. Cette loi a été une révolution dans la propriété foncière car elle a encadré la colonisation de l'Ouest américain. Habituellement, la terre était obtenue par spéculation, on ne savait pas à qui appartenaient les terres. Il y avait aussi des squatteurs. Or, lorsque le Homestead Act fut mis en place par l'invention de fil de fer barbelés, il a permis la clôture des terres et c'est ainsi que, progressivement, les terres ont été occupées et ont cessé d'être des zones sauvages. Le film L'Homme des vallées perdues met ainsi en valeur ce droit de la propriété et glorifie les fermiers. Certains critiques voient dans ce film un éloge des propriétaires fonciers.

### La non-violence
La non-violence est incarnée par Marian Starrett, interprétée par Jean Arthur, c’est elle qui se bat pour lutter contre la violence dans l’ouest. Elle est la voix de la paix. Un moment du film est très révélateur : alors que Shane, le héros du film, apprend au fils de Marian, Joe, à se servir d’une arme, Marian intervient et explique à Shane qu’elle ne veut pas que les armes soient le futur de son garçon (“Guns aren’t going to be my boy’s future”). Le message du film est puissant et va à l’encontre des conventions. En effet, dans l’univers des westerns, c’est la violence qui règne habituellement. L'Homme des vallées perdues est en ce sens un film qui se démarque car il ne laisse que très peu place à celle-ci.

## Casting
Le personnage du tueur est interprété par Jack Palance. Morris s'est inspiré du personnage pour Phil Defer, huitième album de sa série Lucky Luke, où il renforce son allure étrange en lui donnant une très haute taille et une maigreur prononcée.
L’actrice Jean Arthur a accepté de jouer le rôle de Marian Starret à la demande de son ami George Stevens alors qu’elle s’était retirée du métier. Ce fut sa dernière apparition au cinéma. Ce rôle avait initialement été proposé à Katharine Hepburn ,

## Réception du film
D'après le site de critique filmique Rotten Tomatoes, L'Homme des vallées perdues a un taux d'approbation critique de 97 % basé sur 34 avis.  En 2007, the American Film Institute a classé le film à la 45e place des meilleurs films de tous les temps et en 2008 à la 3e place des 10 meilleurs westerns réalisés.
À sa sortie en 1953, L’Homme des vallées perdues de George Stevens a connu un succès commercial sans précédent aux États-Unis, notamment grâce à sa sortie durant la période de l'âge d'or du Western américain. Le film a même été nommé six fois aux Oscars. Woody Allen a adoré le film qu’il considère comme étant le chef-d’œuvre de George Stevens. En France cependant, la critique a durement reproché au film son trop grand symbolisme et sa vision manichéenne. Il est alors méconnu du public français malgré son succès fulgurant aux États-Unis.
Au Japon, en 2006, le film L'Homme des vallées perdues a fait l’objet d’une procédure judiciaire concernant les droits d'auteurs du film détenus par Paramount et V. Smith Liddell, Ltd. Les accusés étaient deux entreprises Japonaises qui revendiquaient le droit de vendre des copies du film à prix réduits dans la mesure où la loi japonaise ne protège les œuvres cinématographiques qu’au-delà de 50 ans après leur sortie. Une loi avait pourtant été passée en 2004 prolongeant la protection des droits d’auteur à 70 ans après leur sortie. Face à cela, les accusés ont avancé que cette loi n’était pas rétroactive et par conséquent n’avait aucun impact sur les productions cinématographiques déjà existantes avant l’année 1953 incluse. Le tribunal de district de Tokyo a statué contre Paramount et cette décision n'est pas à prendre à la légère dans la mesure où les droits d’auteur de beaucoup de films seraient par conséquent remis en cause,.

## Distinctions

### Nominations
- Oscars 1954 : 6 nominations 
  - Meilleur film
  - Meilleur réalisateur : George Stevens
  - Meilleur acteur dans un second rôle (2 nominations): Brandon De Wilde et Jack Palance
  - Meilleure photographie : Loyal Griggs
  - Meilleur scénario original : A. B. Guthrie, Jr.

### Récompense
- Meilleure photographie : Loyal Griggs